# 徳島県道231号高原石井線
徳島県道231号高原石井線（とくしまけんどう231ごう たかはらいしいせん）は、徳島県名西郡石井町を通る一般県道である。

## 概要
名西郡石井町高原から名西郡石井町石井に至る。ほぼ全線1 - 1.5車線である。

### 路線データ
- 起点：名西郡石井町高原
- 終点：名西郡石井町石井（石井町石井交差点、国道192号交点）
- 総延長：2.369 km[1]

## 歴史
- 1959年（昭和34年）1月31日 - 徳島県道96号高原石井線として認定。
- 1972年（昭和47年）3月10日 - 現在の徳島県道231号として再認定。

## 路線状況

### 道路施設

#### 橋梁
- 立石橋（飯尾川、名西郡石井町）

## 地理

### 通過する自治体
- 徳島県
  - 名西郡石井町

### 交差する道路
| 交差する道路             | 交差する場所 | 交差する場所            |
| ------------------------ | ------------ | ----------------------- |
| 徳島県道30号徳島鴨島線   | 高原         |                         |
| 徳島県道232号平島国府線  | 浦庄         |                         |
| 国道192号 国道318号 重複 | 石井         | 石井町石井交差点 / 終点 |

### 交差する鉄道
- 徳島線

### 沿線
- 徳島県立名西高等学校
- 石井町立高原小学校